# Shengtian Shuiku (reservoar i Kina, Chongqing)
Shengtian Shuiku (kinesiska: 胜天水库) är en reservoar i Kina. Den ligger i storstadsområdet Chongqing, i den sydvästra delen av landet, omkring 55 kilometer norr om det centrala stadsdistriktet Yuzhong. Shengtian Shuiku ligger 380 meter över havet. Arean är 0,22 kvadratkilometer. Omgivningarna runt Shengtian Shuiku är en mosaik av jordbruksmark och naturlig växtlighet. Den sträcker sig 0,9 kilometer i nord-sydlig riktning, och 0,6 kilometer i öst-västlig riktning.
Genomsnittlig årsnederbörd är 1 438 millimeter. Den regnigaste månaden är september, med i genomsnitt 287 mm nederbörd, och den torraste är december, med 17 mm nederbörd.